# Ant (mythisch wezen)
Ant of Anet was in de Egyptische mythologie een mythische vis die vernoemd wordt in het Egyptisch Dodenboek.
Hij zwemt samen met Abtu, elk aan een kant van de boot van de zonnengod bij zijn nachtelijke reis door de onderwereld en houdt al wat of wie deze tocht in gevaar zou brengen op veilige afstand. Ant en Abtu leidden de zonnenbark door de oeroceaan.